# Cantonul Masevaux
Cantonul Masevaux este un canton din arondismentul Thann, departamentul Haut-Rhin, regiunea Alsacia, Franța.

## Comune
- Bourbach-le-Haut
- Dolleren
- Kirchberg
- Lauw
- Masevaux (reședință)
- Mortzwiller
- Niederbruck
- Oberbruck
- Rimbach-près-Masevaux
- Sentheim
- Sewen
- Sickert
- Soppe-le-Bas
- Soppe-le-Haut
- Wegscheid